# Topázio (filme)
Topaz (bra/prt: Topázio) é um filme estadunidense de 1969, dos gêneros espionagem e suspense, dirigido por Alfred Hitchcock, com roteiro de Samuel A. Taylor baseado em romance Topaz, de Leon Uris.

## Sinopse
Em 1962, no auge da Guerra Fria, um espião francês infiltra-se em Cuba, a pedido do serviço secreto dos EUA, a fim de investigar a atuação dos russos naquele país. E acaba por desmascarar um agente duplo dentre altos membros do governo francês.

## Elenco
- Frederick Stafford .... Andre Devereaux
- Dany Robin .... Nicole Devereaux
- John Vernon .... Rico Parra
- Karin Dor .... Juanita de Cordoba
- Claude Jade .... Michele Picard
- Michel Subor .... Francois Picard
- Michel Piccoli .... Jacques Granville
- Philippe Noiret .... Henri Jarre
- John Forsythe .... Michael Nordstrom